# NGC 3664
NGC 3664 في الفهرس العام الجديد، هي مجرة، تقع في كوكبة الأسد. اكتشفت في 16 مارس 1879 بواسطة فيلهلم تمبل.

## روابط خارجية
- NGC 3664 على موقع ويكي سكاي: DSS2, SDSS, GALEX, IRAS, Hydrogen α, X-Ray, Astrophoto, Sky Map, Articles and images